# Caso Cecilio Kamenetzky
El Caso Cecilio Kamenetzky refiere al secuestro, torturas y el fusilamiento en noviembre de 1976 del estudiante de Derecho y militante de la Juventud Guevarista, por el cual el Tribunal Oral Federal de Santiago del Estero condenó en 2010 por primera vez al jefe de la Policía de Santiago del Estero llamado Musa Azar por los crímenes de la dictadura militar. Junto al exjefe de los espías santiagueños, la Justicia condenó a prisión perpetua en cárceles comunes a los expolicías Tomás Garbi y Ramiro López Veloso por Cecilio Kamenetzky.
Es el primero de los más de cien expedientes sobre la represión ilegal que se investigan en Santiago del Estero, en un proceso conocido como la megacausa. El caso avanzó más rápidamente porque la Justicia tomó como elemento la presencia del cuerpo. A Cecilio lo secuestraron de su casa el 9 de agosto de 1976 con su familia como testigo. La patota estaba integrada por un grupo de policías dirigidos por Tomás Garbi, perfectamente identificados. De allí se lo llevaron a la DIP, el principal centro clandestino de detención de Santiago, que funcionaba con un área donde trabajaba una oficina de atención al público, mientras que en el sótano se hallaban los espacios que funcionaban como salas de tortura.
Cecilio estuvo 22 días secuestrado de forma ilegal. Su familia sabía ya que podían ir a buscar la ropa sucia y llevarle ropa limpia, aunque no pudieran verlo. A fines de agosto, lo llevaron ante el juez federal que lo imputó por asociación ilícita, y lo trasladó al penal de varones. Quienes dirigían la represión decidían si alguno de los presos legalizados volvían a ser llevarlos a la DIP donde eran torturados desde uno a tres días. Eso le pasó a Ceciliio desde el 24 de agosto al 13 de noviembre de 1976, cuando lo fusilaron. Dos sobrevivientes, Walter Bellido y Luis Ávila Otrera, describieron cómo ese día López Veloso se lo llevó del penal de varones a la D2, y fue asesinado en el patio.
Musa Azar era jefe del centro clandestino y de todo lo relativo a la información sobre las personas que eran rotuladas como “subversivos”. Por el caso Kamenetzky están acusados además Luciano Benjamín Menéndez, Jorge Rafael Videla y el exgobernador de Tucumán Antonio Domingo Bussi.